# Саїд Джарра
Саїд Джарра (англ. Sayid Jarrah, араб. سعيد جراح) — вигаданий персонаж і один з головних героїв телесеріалу «Загублені» (виробництво ABC). Саїд — один із тих, що летіли в середній частині літака рейсу 815. Його роль виконує англійський актор Невін Ендрюс.

## Біографія

### До авіакатастрофи
Саїд народився в 1967 році в Тікриті, Ірак. Як-то раз батько Саїда, дотримуючись місцевих традицій, наказав старшому синові (13 років), вбити курку. Він вклав йому в руку ніж і наказав не повертатися, поки не вб'є. Але хлопчисько позбавити курку життя не міг. На допомогу прийшов 10-річний Саїд, він підманив курку і безпристрасно скрутив їй голову. Батько був незадоволений тим, що це зробив не старший син, але сказав: «принаймні, один з вас точно зросте чоловіком». («Це наш ти», 10-а серія 5-го сезону)
Закінчивши університет у Каїрі, протягом п'яти років служив офіцером зв'язку в Республіканській гвардії Іраку. Під час операції «Буря в пустелі» його взяли в полон американці. Будучи єдиним з свого підрозділу, хто знав англійську, Саїд потрапив на допит до старшини Сема Остіна (батька Кейт). Остін хотів, щоб Саїд вивідав у свого командира Таріка розташування полоненого американського льотчика. Спершу той відмовився вчинити зраду, але передумав, дізнавшись, що саме за наказом Таріка в селі, де жили його рідні, був застосований зарин. З допомогою набору тортур інструментів, які отримав від американця Келвіна Інмана, він змусив Таріка заговорити. («Один з них», 14-а серія 2-го сезону)
В кінці війни американці відпустили Саїда, і він повернувся до лав армії. Незабаром його перевели в розвідку. В обов'язки Саїда входило проводити допити затриманих і будь-якими способами випитувати у них інформацію. Одного разу до нього привели Надю, подругу дитинства, яку підозрювали у зв'язках з терористами. Не зумівши домогтися її згоди співпрацювати, він отримав наказ стратити дівчину. Саїд вивів її з камери, а потім застреливши напарника, відпустив на свободу. Надя просила його втікати разом, але Саїд волів залишитися, бо інакше б постраждали  його родичі. Щоб начальство повірило в те, що полонянка сама організувала втечу, Саїд прострелив собі ногу і віддав їй пістолет. На прощання Надя написала по-арабськи на звороті своєї фотографії «ти знайдеш мене якщо не в цьому житті, то в наступному» і подарувала її Саїду. («Інакші», 9-а серія 1-го сезону)
Через деякий час Саїд опинився в Парижі, де працював кухарем в арабському ресторані. Відвідувач на ім'я Самі запросив його до себе на роботу, і той погодився. Познайомившись з його дружиною Амірою, Саїд помітив на її руках сліди сильних опіків. Після цього за наказом Самі його побили і зв'язавши, замкнули в коморі. Як виявилося, така була помста Самі за те, що Саїд колись катував його дружину. Він клявся, що не чіпав її і не пам'ятає її, але Самі продовжував бити його в присутності дружини (поки вона не зупинила його) і випитувати зізнання. Одного разу вночі Аміра прийшла до нього одна. Вона розповіла йому історію про те, як врятувала від вуличних хлопчаків кішку, яку тримала в руках, і Саїд зізнався в тому, що пам'ятає її, і попросив пробачення за страждання, які вона зазнала. Аміра пробачила Саїда і пообіцяла попросити чоловіка відпустити його на свободу. («Введіть 77», 11-а серія 3-го сезону)
Через сім років після втечі Наді Саїда заарештували в Лондонському аеропорту Хітроу. Урядові агенти пообіцяли розкрити йому місце знаходження Наді, яку він всі ці роки безуспішно шукав, за однієї умови — Саїд повинен був полетіти в Австралію, відновити знайомство зі своїм колишнім однокурсником Ессамом і вивідати в нього, де заховані 130 кг вкраденої вибухівки C-4. Заради коханої Саїд погодився на співпрацю. У Сіднеї він нібито випадково зустрівся з Ессамом, і той познайомив його зі своїми товаришами-терористами. Швидко завоювавши довіру, Саїд умовив друга стати смертником і підірвати вкрадену вибухівку під час терористичного акту. Коли розв'язка була близька, він,  відчуваючи провину, зізнався Ессаму в тому, що зрадив його, і запропонував втікати, але Ессам застрелився. Після похорону друга (Саїд наполіг на тому, щоб його поховали у відповідності з мусульманськими звичаями, а не спалили, він отримав координати Наді в Лос-Анджелесі та квиток на літак. («Благі наміри», 21-а серія 1-го сезону)
В аеропорту Сіднея він вперше зустрів Шеннон і попросив її приглянути за його багажем. Однак дівчина викликала працівників служби безпеки і донесла на араба сказавши, що він залишив підозрілу сумку. Саїда затримали, але в підсумку з вибаченнями відпустили, і він встиг на посадку. У літаку авіакомпанії «Oceanic Airlines» він знову розглядав фотографії Наді. («Вихід. Частина 2»)

### На острові
Незабаром після авіакатастрофи Соєр підозрював, що Саїд і був тим злочинцем, якого конвоював Маршал Едвард Марс. Незважаючи на це, його знання і набутий в армії досвід зробили Саїда одним з головних героїв серед уцілілих. Полагодивши трансивер з кабіни літака, він став на чолі групи, яка вирушила на височину, щоб звідти спробувати відправити сигнал лиха. Замість цього він зловив сигнал французькою, трансльований з якоїсь точки на острові. Так як після кожного повтору вимовлялися числа, Саїд підрахував, що сигнал відправляється цілих 16 років, і запропонував товаришам приховати цю обставину від інших, щоб не забирати у них надію на порятунок. («Пілот. Частина 2», 2-а серія 1-го сезону) Пізніше він спробував виявити джерело сигналу, але хтось — згодом з'ясувалося, що цією людиною був Джон Локк — вдарив його по голові і зламав передавач. («Метелик», 7-а серія 1-го сезону)
Коли на Соєра впала підозра у крадіжці інгаляторів Шеннон, він у присутності Джека катував його, пошкодивши руку. У результаті з'ясувалося, що Соєр не крав ліки, і Саїд, звинувачуючи себе у скоєному, пішов у ліс, щоб побути на самоті і заодно досліджувати острів. («Шахрай», 8-а серія 1-го сезону) Він знайшов кабель, один кінець якого йшов в океан, а інший — в джунглі. Слідуючи за кабелем, Саїд потрапив у пастку, а потім у полон до француженки Даніель Руссо, тієї самої жінки, яка 16 років тому відправила сигнал лиха.
Вона прийняла його за Інакшого і катувала електричним струмом, намагаючись вивідати, де знаходиться її викрадена у дитинстві дочка. Зрештою вона повірила, що Саїд не має до цього відношення, і багато розповіла йому про острів і його секрети. Коли увага Руссо відволік шум біля її житла, Саїду вдалося втекти, прихопивши з собою складені нею карти острова. («Інакші», 9-а серія 1-го сезону)
Повернувшись в табір, Саїд попросив Шеннон допомогти перекласти з французької записи Руссо на полях карти. Так між ними зародилися романтичні стосунки, яким, маючи на те свої причини, намагався перешкодити Бун. («Що б у цьому кейсі не було», 12-а серія 1-го сезону) Після загибелі брата Шеннон попросила Саїда помститися і вбити Локка, якого вважала винним у трагедії. Коли Саїд в результаті не зміг виконати її прохання, стосунки між ними зіпсувалися («Благі наміри», 21-а серія 1-го сезону).
Повернувши розташування Шеннон, Саїд побудував для неї намет, і вони провели ніч разом. В той час, як він вийшов за водою, Шеннон побачила привид Волта, а потім, зіткнувшись з недовірою Саїда, кинулася на пошуки хлопчика в ліс. Саїд наздогнав її і зізнався в коханні. У цей момент дівчині знову з'явився Волт, і вона побігла за ним. У цей момент її випадково застрелила Ана-Люсія, яка разом з кількома уцілілими з хвоста літака була на підході до табору. Після того, як кохана померла у нього на руках, Саїд зненавидів  Анну-Люсію. Тим не менш, коли в нього з'явилася можливість помститися, він простив її, сказавши, що вони і так обидва мертві. («Покинута», 6-а серія 2-го сезону)
Через деякий час Руссо призвела Саїда в ліс, де в пастку попався якийсь чоловік. За твердженням француженки, він був одним з Інакших, а сам бранець представився Генрі Гейлом, повітряна куля якого впала на острові. Араб полонив його і відвів в бункер. Повіривши словам Руссо, Саїд визнав Гейла, як одного з ворожих острів'ян, побічно винним у загибелі Шеннон, і, поки не втрутився Джек бив намагаючись домогтися зізнання. («Один з них», 14-а серія 2-го сезону) Вирішивши перевірити достовірність його слів, Саїд разом із Чарлі і Аною-Люсією йде на пошуки повітряної кулі і знаходить її. Однак у могилі біля кулі була похована дружина не бранця, а справжній Генрі Гейл. Цей факт вдалося встановити завдяки автомобільним правам, які були на трупі. Саїд зрозумів, чому, б'ючи фальшивого Гейла, він не відчував почуття провини — підсвідомо він був упевнений, що полонений бреше. («Вся правда», 16-а серія 2-го сезону)
Коли в табір повернувся Майкл з планом порятунку сина, Саїд не без підстави запідозрив його в змові з Інакшими. Потай від чорношкірого він домовився з Джеком, що першим прийде до поселення Інакших і розвідає обстановку. Разом з Сун і Джином він обігнув острів на яхті Дезмонда. По дорозі вони побачили на березі чотирипалу стопу — уламок гігантської статуї. Коли вони дісталися до місця призначення виявилося, що поселення Інакших спорожніло. Розклавши сигнальне вогнище, Саїд повернувся на яхту, і в цей момент через вибух бункера небо стало фіолетовим. («Живемо разом, вмираємо поодинці», 23-а серія 2-го сезону)
Раноком Саїд, зрозумівши, що його товариші швидше за все потрапили в полон, вирішив запалити інше сигнальне багаття, щоб принадити ворогів. Однак Інакші, всупереч його очікуванням, напали на них з боку океану і захопили яхту. При цьому Сун, яка залишалася на борту, ледь вдалося врятуватися. Саїд вибачився за те, що піддав життя корейців небезпеці, і разом вони повернулися в табір. («000Скляна балерина», 2-а серія 3-го сезону)
Там часом з кількома товаришами він пішов на пошуки бункера «Перлина». Виявивши його, вони знайшли всередині кімнату з моніторами спостереження. На одному з них вони побачили однооку людину. Далі Саїд разом із Джоном, Руссо і Кейт пішов на північ, орієнтуючись на зазначення маршруту на ціпку містера Еко. Там їм вдалося розшукати станцію одноокого. Ним виявився один з Інакших по імені Михайло Бакунін. Була перестрілка, після якої Бакунін був взятий в полон. Незважаючи на переконання Руссо, що його потрібно ліквідувати, Саїд пощадив бранця. Після вибуху станції вони пішли, слідуючи карті Бакуніна, до теперішнього місця дислокації Інакших. («Введіть 77», 11-а серія 3-го сезону).
Коли уцілілі дізналися про корабель котрий прямує до острова, вони пішли до радіовежі, щоб зв'язатися з радистом корабля. Дізнавшись про їх плани Інакші вирішили їм перешкодити, але Саїд, Бернард і Джин пішли відвернути їхню увагу. Убивши кількох Інакших, вони виявили себе і потрапили в полон. Бен з Алекс пішли до уцілілих, щоб переконати їх не подавати сигналу на корабель, тому що там небезпечні люди. Джек відійшов поговорити з Беном і коли лікар відмовився слухати лідера Інакших, Бен наказав Тому і його людям вбити полонених. З рації пролунали постріли. Джек люто накидається на Бена і б'є його, але пізніше з рації чути голос Бернарда і Джек розуміє, що їх не вбили. Інакші стріляли в пісок. Коли вони розмірковують, що робити з полоненими, з'являються Джульєт, Соєр і Герлі. Убивши половину Інакших Саїд в метушні звернув голову одному з них. Звільнившись вони ховають загиблих ворогів. («В Задзеркаллі», 22-а серія 3-го сезону)
Після виходить з води Дезмонд з останнім повідомленням про смерть Чарлі. Після чого вони примикають до групи Джека. («Початок кінця», 1-а серія 4-го сезону)
Пілот вертольота згоден доставити трьох уцілілих на корабель — в обмін на повернення Шарлотти. Саїд, Майлз і Кейт йдуть за нею в казарми, де зустрічають групу Локка. Саїд і Шарлотта повертаються до Джека. Френк злітає на вертольоті разом з трупом Наомі, Дезмондом і Саїдом.
Дезмонд з Саїдом потрапляють в зону турбулентності, і у Деза з'являються побічні ефекти у вигляді того, що його свідомість може переміщатися в часі. Саїд по рації повідомляє Джеку, що вони дісталися до корабля. Дезмонд зв'язується з Пенелопою Відмор.
На кораблі Саїд і Дезмонд дізнаються, що шпигуном Бена є Майкл Доусон і що на кораблі у багатьох з'явилися психічні розлади.
Майкл розповідає Саїду і Дезмонду, яким чином він потрапив на корабель.
Капітан дає Саїду і Дезмонду рюкзак, координати, і каже, що їм потрібно плисти негайно, а якщо що, він скаже, що човен вкрали вони самі. Але Дезмонд передумав плисти, бо не винесе повернення на острів, на якому він жив 3 роки. Саїд пливе один. Саїд добирається до острова і йде з Кейт шукати Джека.
Саїд і Кейт продовжують пошуки Джека. Незабаром Кейт зауважує, що сліди, за яким вони йдуть, не належать Джеку. Вона говорить Саїду, що цих слідів набагато більше і вони свіжі. І що ці сліди обходять їх ззаду. Тоді вони вирішують з'ясувати хто за ними стежить. Націливши пістолет на джунглі і розглядаючись на всі боки, Саїд крикнув: «Хто там є?.. Виходьте!…». І незабаром з піднятими руками до них вийшов Річард. Він попросив їх заспокоїтися і опустити пістолети. Кейт його не послухала і наказала стояти на місці. Раптом звідусіль з'явилися інші «Інакші» зі зброєю в руках. Кейт з Саїдом опустили пістолети.
Кімі веде Бена до вертольота, але тут наймит зауважує, що Френк Лапідус намагається звільнитися від наручників. У цей момент із засідки нападають Інакші під керівництвом Річарда. Вони перемагають солдатів Кімі і звільняють Бена.. В подяку за те, що Кейт і Саїд допомогли звільнити його, Бен дозволяє їм покинути острів на вертольоті Лапідуса. («Довгоочікуване повернення. Частина 2», заключна серія 4-го сезону)

### Після острова
Саїд рятується з острова і входить до складу Шістки Ошеанік, про яку тепер знає весь світ. Саїд одружується на Наді, але її вбивають люди Чарльза Відмора. Він працює найманим вбивцею для Бенджаміна Лайнуса, заводить роман з дівчиною на ім'я Ельза, але пізніше вбиває її, тому що вона хотіла вбити його. Після кидає роботу кілера і звільняє Герлі з психіатричної лікарні, повідомляючи, що Джон загинув. Після, сидячи в барі, він знайомиться з Іланою. Коли вони йдуть до нього в номер, вона наставляє на нього пістолет, кажучи, що працює на сім'ю Пітера Авелліно, якого Саїд вбив працюючи на Бена. («Це наш ти», 10-а серія 5-го сезону) На наступний день Ілана супроводжує Саїда на рейс 316, де він зустрічає всіх членів шістки. («316», 6-а серія 5-го сезону)

### Повернення на острів
Після екстреної посадки літака на острів, уся шістка (крім Сун) потрапляє в 1977 рік. Там вони працюють у DHARMA Initiative, а Саїда садять у клітку. Йому носить сендвічі дванадцятирічний Бенджамін Лайнус. Його батькові — Роджеру це не подобається, він грубить Саїду. Після Бен звільняє Саїда, а той, щоб Бена не існувало в майбутньому стріляє в нього. Тут з'являється Джин і забирає хлопчика в лікарню ДАРМИ. Бен виживає. Після Саїд рятує Кейт від Еріка, який хотів її застрелити. А пізніше він допомагає Джеку з бомбою, але в нього стріляє Роджер Лайнус щоб помститись.
Коли бомба вибухає, уцілілі переносяться в даний час — в 2007 рік. Але Саїд вмирає через втрату крові. До Герлі приходить Джейкоб і говорить віднести Саїда в Храм. («LA X», прем'єрна серія 6-го сезону) В Храмі Інакші рятують Саїда, але хочуть його отруїти, тому що він за словами Догена одержимий… («Що робить Кейт», 3-а серія 6-го сезону)
Саїд гине в 14 серії 6 сезону (The Candidate). На підводному човні схопивши в руки бомбу і намагаючись врятувати всіх ціною свого життя, Саїд гине. Перед смертю Саїд повідомляє Джеку де знаходиться Дезмонд.

### В альтернативній реальності
В альтернативній реальності Саїд як і в справжній реальності летить рейсом Oceanic 815, але той не розбивається на острові. Сінді шукає доктора, Джек зголошується допомогти. Чарлі знаходиться у вбиральні протягом півгодини і не відповідає. З допомогою Саїда вони виламують двері і знаходять там Чарлі без свідомості. Джек оглядає його і каже, що якийсь предмет блокує його дихальні шляхи і повітря не може досягти легень. Він намагається використовувати ручку зі своєї кишені, щоб виконати трахеотомію, і розуміє, що ручка зникла. Після декількох хвилин Джеку і Саїду вдається витягнути з рота Чарлі мішечок з героїном, який заважав йому дихати. Однак Чарлі не радіє, коли дізнається, що він все ще живий. Оскільки Чарлі ведуть у наручниках до його місця, він сердито каже Джеку, що краще б він помер. («LA X», прем'єрна серія 6-го сезону)

## Створення персонажа
Саїда не було серед початкового списку персонажів пілотної серії, але продюсери знали, що їм потрібен багатонаціональний акторський склад. Виконавчий консультант Джефф Пінкер працював з Невіном Ендрюсом над недовго проіснувавшим серіалом ABC «Звір» і хотів залучити його в «Загублені». Те, що Ендрюс зацікавився пропозицією, стало несподіванкою для продюсерів. Коли він пробувався на цю роль все, що було сказано — це те, що Саїд з Іраку і служив у місцевій армії.

## Критика
Саїд був улюбленцем шанувальників з самого початку серіалу, Кріс Керработ з IGN підкреслив це, говорячи про серію «Економіст» — «Саїд Джарра — крутий хлопець, який міг би позмагатися з Джеком Бауером, Джеймсом Бондом і Джейсоном Борном». Фейсал Аббас, видається в Лондоні арабської щоденної газети «Asharq Al-Awsat» заявляв, що Джарра поряд з іншими позитивними персонажами-мусульманами (як, наприклад, Дарвін аль-Сайед з Дізнайся ворога"), що з'явилися в американській масовій культурі після терактів 11 вересня, стали грати більш значну роль після цих подій у засобах масової інформації. Entertainment Weekly описував Саїда як «цікавого другорядного персонажа».

## Цікаві факти
- Всі кохані Саїда загинули: Шеннон застрелила Анна-Люсія, Надю — збила машина, Ельзу застрелив він сам.
- Три з дев'яти центральних епізодів Саїда передували центральним про Клер.
- Саїд став першим із тих, хто почув шепоти в джунглях.
- Саїд — єдиний мусульманин серед уцілілих.
- Саїд 5 років прослужив в Іракській Республіканській Гвардії.
- У 21 серії 1 сезону друзі Ессама під флешбеки Саїда грають у Half-Life.